# کما (فیلم ۲۰۲۰)
کما (به روسی: Кома) یک فیلم اکشن علمی تخیلی روسی محصول سال ۲۰۲۰ به کارگردانی نیکیتا آرگونوف است. این فیلم در ۳۰ ژانویه ۲۰۲۰ توسط سنترال پارتنرشیپ منتشر شد.

## بازیگران
- رینال موخامتوف در نقش ویکتور/معمار
- لیوبوف آکسیونوا در نقش «پرواز»
- آنتون پامپوشنی در نقش «فانتوم»
- میلوش بیکوویچ در نقش «اخترشناس»
- کنستانتین لاوروننکو در نقش یان
- پولینا کوزمینسکایا در نقش «روح»
- روستیسلاو گولبیس در نقش «گنوم»
- ویلن بابیچف در نقش «تانک»
- لئونید تیمسونیک در نقش «کابل»